# 中国VX神经毒剂
中国VX神经毒剂 （ CVX ）是V系列的有机磷神经毒剂，是VX的结构异构体，化学式为C11H26NO2PS，它是一种硫代磷酸酯。 杯[4]芳烃四磺酸的衍生物可以对CVX脱毒，有机膦酸水解酶也有对其脱毒的研究。